# Victor Tercelin
Victor François Adolphe Tercelin, ook Tercelin-Monjot, (Bergen, 3 september 1824 - 22 december 1891) was een Belgisch senator.

## Levensloop
Hij was een zoon van Augustin Tercelin en Thérèse Sigart. Augstin was handelaar, bankier en voorzitter van de handelsrechtbank van Bergen. Victor trouwde met Emerence Monjot.
Hij werd bankier in opvolging van zijn vader en was ook viceconsul van Frankrijk.
In 1891 volgde hij Henri Tellier op als liberaal senator voor het arrondissement Bergen en vervulde dit mandaat tot aan zijn dood.
Hij was ook bestuurder van verschillende vennootschappen:
- Houillères Réunies de Quaregnon,
- Union des Papeteries du Prince et du Pont d'Oye,
- Chemins de Fer vicinaux du Brabant,
- Compagnie des Chemins de Fer Secondaires,
- Crédit Général de Belgique,
- Phosphates de Chaux du Sud de Mons,
- Chemins de Fer de Naples,
- Belgo-Allemande des Phosphates de la Lahn,
- Eclairage du Centre,
- Tramways de Cologne,
- Tramways siciliens,
- Chemins de Fer du Sud-Ouest Brésilien.